# Beaufort (Savoia)
Beaufort (in italiano, desueto: Belforte) è un comune francese di 2 307 abitanti situato nel dipartimento della Savoia nella regione dell'Alvernia-Rodano-Alpi.
Si trova nel cuore del Beaufortain e delle Alpi del Beaufortain.
Il suo territorio è bagnato dalle acque del fiume Doron de Beaufort.

## Società

### Evoluzione demografica
Abitanti censiti